# Suicide Squad: The Album
Suicide Squad: The Album es el álbum de banda sonora de la película del mismo nombre. Fue lanzado el 5 de agosto de 2016 por Atlantic Records y Warner Bros. Records. Un álbum de música incidental, titulado Suicide Squad (Original Motion Picture Score) y compuesto por Steven Price, fue lanzado el 8 de agosto de 2016 por WaterTower Music. La edición digital del álbum de música incidental contiene ocho pistas adicionales.

## Rendimiento Comercial
En los Estados Unidos, la banda sonora debutó en el número uno en el Billboard 200, con 182.000 unidades equivalentes de álbum. También fue el álbum más vendido de la semana, vendiendo 128.000 copias en su primera semana en la lista.

## Suicide Squad: The Album

### Lista de canciones
| N.º | Título                   | Artista(s)                                                                        | Duración |  |
| 1.  | «Purple Lamborghini»     | Skrillex & Rick Ross                                                              | 3:35     |  |
| 2.  | «Sucker for Pain»        | Lil Wayne, Wiz Khalifa & Imagine Dragons con Logic, Ty Dolla Sign & X Ambassadors | 4:03     |  |
| 3.  | «Heathens»               | Twenty One Pilots                                                                 | 3:15     |  |
| 4.  | «Standing in the Rain»   | Action Bronson, Mark Ronson & Dan Auerbach                                        | 3:22     |  |
| 5.  | «Gangsta»                | Kehlani                                                                           | 2:57     |  |
| 6.  | «Know Better»            | Kevin Gates                                                                       | 3:27     |  |
| 7.  | «You Don't Own Me»       | Grace con G-Eazy                                                                  | 3:21     |  |
| 8.  | «Without Me»             | Eminem                                                                            | 4:50     |  |
| 9.  | «Wreak Havoc»            | Skylar Grey                                                                       | 3:48     |  |
| 10. | «Medieval Warfare»       | Grimes                                                                            | 3:00     |  |
| 11. | «Bohemian Rhapsody»      | Queen                                                                             | 6:00     |  |
| 12. | «Slippin' Into Darkness» | War                                                                               | 3:47     |  |
| 13. | «Fortunate Son»          | Creedence Clearwater Revival                                                      | 2:20     |  |
| 14. | «I Started a Joke»       | ConfidentialMX con Becky Hanson                                                   | 3:10     |  |

### Música adicional
- The Animals – "The House of the Rising Sun"
- Lesley Gore – "You Don't Own Me"
- The Rolling Stones – "Sympathy for the Devil"
- Rick James – "Super Freak"
- AC/DC – "Dirty Deeds Done Dirt Cheap"
- Kanye West – "Black Skinhead"
- Rae Sremmurd featuring Bobo Swae – "Over Here"
- Black Sabbath – "Paranoid"
- The White Stripes – "Seven Nation Army"
- Norman Greenbaum – "Spirit in the Sky"
- K7 – "Come Baby Come"
- Etta James – "I'd Rather Go Blind"
- Henryk Górecki – "Sinfonía n.º 3 (Górecki)"
- Queen – "Bohemian Rhapsody"
- Sweet – "The Ballroom Blitz" (solo tráileres)

### Listas
| Lista (2016)                        | Mejor posición |
| ----------------------------------- | -------------- |
| Australia (ARIA)                    | 1              |
| Austria (Ö3 Austria)                | 9              |
| Bélgica (Ultratop Flandes)          | 7              |
| Bélgica (Ultratop Valonia)          | 8              |
| Canadá (Billboard Canadian Albums)  | 1              |
| Dinamarca (Hitlisten)               | 20             |
| Países Bajos (Album Top 100)        | 9              |
| Finlandia (Suomen virallinen lista) | 8              |
| French Albums (SNEP)                |                |
| Hungría (MAHASZ)                    | 33             |
| Italian Compilation Albums (FIMI)   | 10             |
| Nueva Zelanda (RMNZ)                | 1              |
| Noruega (VG‑lista)                  | 5              |
| Suiza (Schweizer Hitparade)         | 3              |
| Reino Unido (UK Compilation Albums) | 2              |
| Estados Unidos (Billboard 200)      | 1              |

## Suicide Squad: Original Motion Picture Score

### Lista de canciones
| N.º | Título                                   | Duración |  |
| 1.  | «Task Force X»                           | 4:53     |  |
| 2.  | «Arkham Asylum»                          | 3:23     |  |
| 3.  | «I'm Going to Figure This Out»           | 1:41     |  |
| 4.  | «You Make My Teeth Hurt»                 | 2:30     |  |
| 5.  | «I Want to Assemble a Task Force»        | 2:52     |  |
| 6.  | «Brother Our Time Has Come»              | 4:42     |  |
| 7.  | «A Serial Killer Who Takes Credit Cards» | 2:09     |  |
| 8.  | «A Killer App»                           | 2:53     |  |
| 9.  | «That's How I Cut and Run»               | 3:09     |  |
| 10. | «We Got a Job to Do»                     | 1:41     |  |
| 11. | «You Die We Die»                         | 4:01     |  |
| 12. | «Harley and Joker»                       | 2:49     |  |
| 13. | «This Bird Is Baked»                     | 4:42     |  |
| 14. | «Hey Craziness»                          | 4:01     |  |
| 15. | «You Need a Miracle»                     | 2:36     |  |
| 16. | «Diablo's Story»                         | 1:42     |  |
| 17. | «The Squad»                              | 3:58     |  |
| 18. | «Are We Friends or Are We Foes?»         | 4:16     |  |
| 19. | «She's Behind You»                       | 3:02     |  |
| 20. | «One Bullet Is All I Need»               | 3:32     |  |
| 21. | «I Thought I'd Killed You»               | 3:49     |  |
| 22. | «The Worst of the Worst»                 | 4:11     |  |

| Edición digital bonus track |                                      |          |  |
| N.º                         | Título                               | Duración |  |
| 23.                         | «June Moone»                         | 2:37     |  |
| 24.                         | «Did That Tickle?»                   | 3:41     |  |
| 25.                         | «You Know the Rules Hotness»         | 1:58     |  |
| 26.                         | «Enchantress in the War Room»        | 2:35     |  |
| 27.                         | «Introducing Diablo and Croc»        | 2:09     |  |
| 28.                         | «Task Force X Activated»             | 2:11     |  |
| 29.                         | «Can Everyone See This Trippy Stuff» | 4:25     |  |
| 30.                         | «I Promised My Friends»              | 1:29     |  |